# Antoine Dansaert

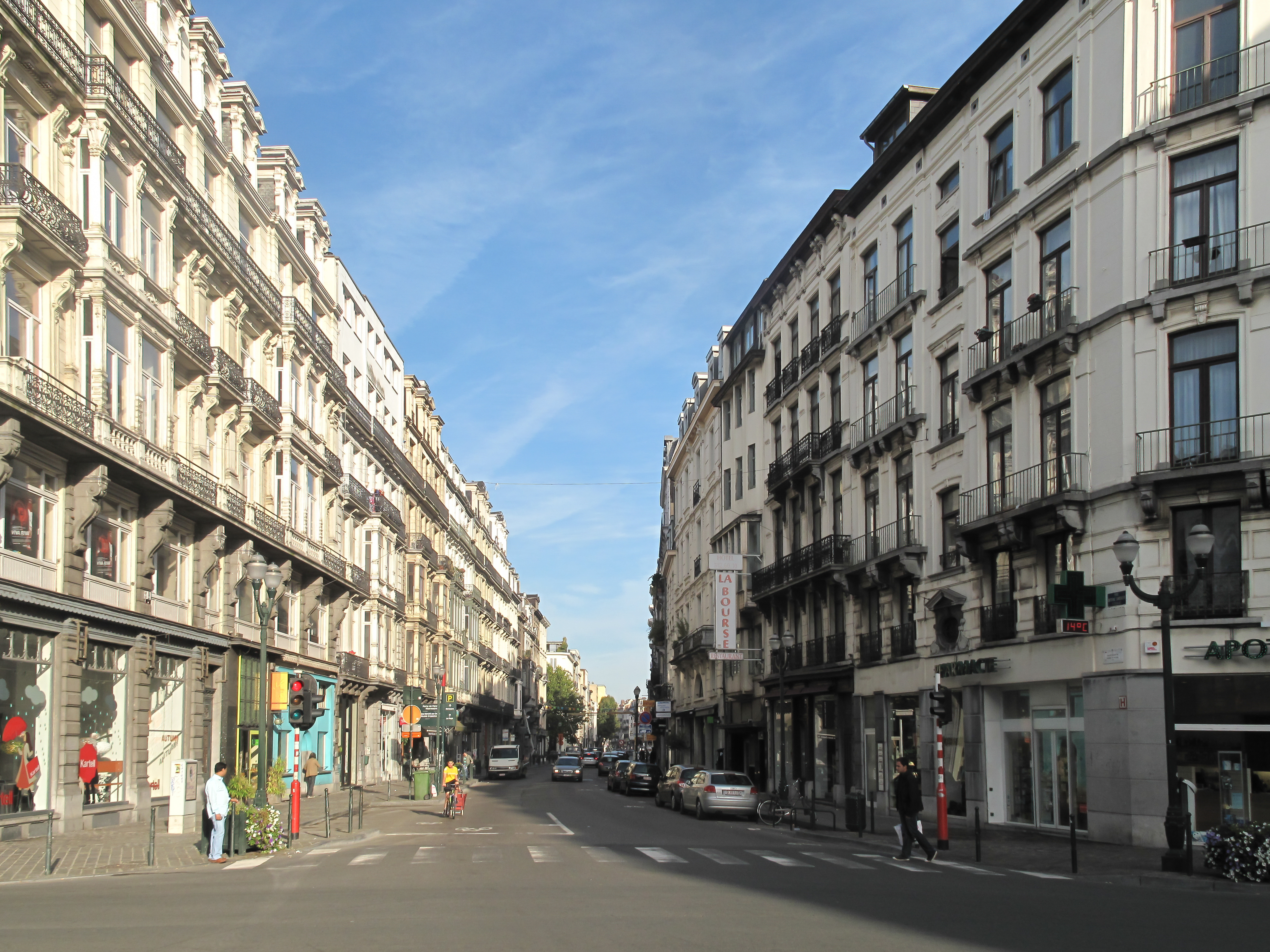
Rue Antoine Dansaert

Antoine Charles Jacques Dansaert  , né à Bruxelles, le 22 novembre 1818 et y décédé le 22 août 1890 fut un homme politique belge francophone libéral.

## Biographie
Fils de Ferdinand François Dansaert, capitaine, propriétaire de navire, et marchand, et d'Elisabeth Jeanne Hoorickx, tous deux natifs de Bruxelles, et domiciliés Quai-au-Sel, 4ème section, n° 297, sa naissance fut déclarée par François Hoorickx, oncle de l'enfant, chef de la 3ème division de cette régence, âgé de 31 ans, demeurant rue des Grands-Carmes, et Gilles Joseph Hoorickx, grand-père de l'enfant, rentier, âgé de 54 ans, rue de Saint-Christophe, et Claire Jeanne Timmermans, garde-couches, âgée de 66 ans, pour le père absent. 
Antoine Dansaert, qualifié de marchand en 1853, épousa le 28 février 1853 à Saint-Pétersbourg Alexandrine Jahn (d'après l'acte de décès d'Antoine Dansaert à Bruxelles) ou Jalin (d'après la transcription de l'acte de mariage), âgée de 19 ans, de religion luthérienne, fille de Dieudonné Jalin et de Sophie Jahn. 
Antoine Dansaert fut propriétaire et banquier. Il entra d'abord dans l'armée en qualité de chasseur à cheval de l'artillerie légère. Il fut président du tribunal du commerce de Bruxelles de 1867 à 1873. Il fut ensuite consul général du Paraguay à Bruxelles de 1871 à 1877. Il fut membre du parlement,, de 1870 à 1884. Enfin, il fut l'un des promoteurs de la construction de la Bourse de Bruxelles lorsqu'il était conseiller communal de la ville de Bruxelles.
Il a également publié différents ouvrages et notamment en 1886 Bruxelles et ses installations maritimes. 
Il fut Officier de l'Ordre de Léopold et de la Légion d'honneur. 
Il a sa rue à Bruxelles, non loin de la bourse. La rue Antoine Dansaert, quasi rectiligne, débute presque face à la bourse de Bruxelles et se prolonge jusqu'au canal de Bruxelles.
Il est inhumé au Cimetière de Bruxelles à Evere.